# Фанари (Олари)
Фанари (рум. Fânari) насеље је у Румунији у округу Прахова у општини Олари. Oпштина се налази на надморској висини од 89 m.

## Становништво
Према подацима из 2002. године у насељу је живело 442 становника, од којих су сви румунске националности.